# 아이언디바이스
아이언디바이스(Iron Device Corporation)는 대한민국의 혼성신호 SoC 반도체 기업이다. 본사는 서울시 강남구 강남대로 636, 7층 (신사동, 두원빌딩)에 위치해 있으며 대표이사는 박기태이다.

## 역사
삼성전자 시스템LSI사업부와 페어차일드(현 온세미) 반도체 출신 전문가들이 주축이 되어 설립되었다

## 투자
코너스톤투자파트너스, KB인베스트먼트, IBK기업은행, 원익투자파트너스, 대신증권, 미래에셋벤처투자, 위벤처스 등이 총 120억원을 회사에 투자하였다

## 상장
2023년 진행한 기술성평가에서 나이스평가정보원과 기술보증기금으로부터 각각 A, BBB등급을 받았으며 대신증권을 상장 주관사로 공모가 7,000원(희망공모가 밴드 4,900원~5,700원)으로 상장하였다

## 같이 보기
- 넥스트칩
- 가온칩스
- 실리콘마이터스

## 참고문헌
1. ↑  김효진, 韓-美 반도체 전문가들 의기투합 '아이언디바이스' ... 코스닥 상장 본격화, 더스탁, 2024.06.28
2. ↑  배요한, 혼성신호 SoC 반도체 전문기업 아이언디바이스, 상장예비심사 승인, 뉴시스, 2024.06.27
3. ↑  아이언디바이스 급등, K-온디바이스 AI 반도체 수혜 기대감 ‘강세’ 와이드데일리 2025.02.14
4. ↑  오대석, 아이언디바이스, 120억 투자유치, 매일경제, 2023-07-23
5. ↑  윤진현, 기술력 '원톱' 아이언디바이스, 피어그룹 해외에서 찾을까, 더벨, 2024-03-11
6. ↑  강승태, 아이언디바이스, IPO 추진…대신증권 상장주관사 선정, 디일렉, 2022.10.06
7. ↑  김민철, 아이언디바이스, 공모주 청약 예정...공모가 4900원에서 5700원, CBC뉴스, 2024년 8월 27일